# República Libre de Liberland
Liberland (en inglés: Free Republic of Liberland), oficialmente denominada como República Libre de Liberland, es una micronación sin salida al mar situada en Europa, más exacto en la península de los Balcanes, en la orilla occidental del río Danubio, en la frontera entre Croacia y Serbia, compartiendo una única frontera terrestre con el primero. Liberland fue proclamada independiente el 13 de abril de 2015 por Vít Jedlička, y cuenta actualmente con reconocimiento limitado.
Según la historia redactada por el sitio web oficial de la nación de Liberland (creada por el fundador de la nación) recalca sobre que dicha nación pudo haber sido creada debido a la disputa territorial serbocroata. Ha habido distintas reacciones como la del Ministro Serbio de Asuntos Exteriores, quien manifestó que a pesar de considerar el asunto trivial, el «nuevo Estado» no tiene efecto alguno sobre la frontera serbia delineada por el Río Danubio.
Croacia, quien administra actualmente el territorio, ha manifestado que tras un arbitraje internacional debe ser cedida solo a Croacia o a Serbia. Dicho país ha negado el acceso a la misma desde mayo de 2015, deteniendo durante ese mes dos veces a Jedlička al menos por un día. La República de Somalilandia (un país sin reconocimiento internacional) ha sido el primero del mundo en reconocer internacionalmente la soberanía estatal de Liberland. A pesar del escaso reconocimiento internacional, en noviembre del 2022 la ciudad colombiana de Manizales, encabezada por el alcalde Carlos Mario Marín Correa, suscribió con Liberland un convenio para la enseñanza de inglés, el cual fue revocado el mismo día tras comprobar que no se trataba de un Estado soberano.

## Geografía

Liberland se sitúa en el espacio verde, denominado "Siga" en el mapa. Debido a la diferencia en la definición de fronteras, Las partes amarillas son reclamadas por ambos, Serbia y Croacia. Las partes verdes no son reclamadas por nadie.

Desde la Guerra de Yugoslavia, algunos territorios en la frontera serbo-croata han estado en disputa, como la Isla de Vukovar y la Isla de Šarengrad. A pesar de esto, algunos otros territorios no fueron reclamados por ninguna de las dos partes. Liberland fue proclamada en la parcela de terreno más grande de estos territorios no reclamados, el cual es conocido como Gornja Siga (que significa toba superior).
El área es de aproximadamente 7 km² y está cubierta mayormente por bosques. No hay residentes en el área. Un periodista de Parlamentní Listy que visitó el área en abril de 2015 encontró una casa que ha estado abandonada durante más de 30 años, según los habitantes de zonas vecinas. Se informó que el camino de acceso estaba en malas condiciones.

## Ubicación
La disputa con respecto a la frontera a lo largo del valle del río Danubio surgió por primera vez en 1947, pero quedó sin resolver durante la existencia de la República Federativa Socialista de Yugoslavia. Se convirtió en un tema polémico después de la Disolución de Yugoslavia. Serbia considera que la vaguada del valle del Danubio y la línea central del río representan la frontera internacional entre los dos países. Croacia no está de acuerdo y afirma que la frontera internacional se encuentra a lo largo de los límites de los municipios catastrales ubicados a lo largo del río, partiendo del curso en varios puntos, lo que refleja el curso del Danubio que existió en el siglo XIX antes de las obras de ingeniería hidráulica que alteraron su curso. Como resultado, Croacia reclama una gran parte del área en disputa controlada por Serbia, mientras que Serbia no reclama las partes mucho más pequeñas controladas por Croacia.
La resolución del conflicto está encallada ya que cualquier solución supone que uno de los dos estados implicados, Serbia y Croacia, renuncie a sus tesis sobre la forma de delimitar sus fronteras. Croacia solo podría integrar el territorio aceptando la tesis serbia, que fija la frontera en el curso actual del Danubio; Serbia, por su parte, solo podría incorporar el territorio si acepta la tesis croata, que establece la frontera siguiendo el curso histórico del río. Dado que el área queda enmarcada al este por el Danubio actual, donde Serbia define su frontera, y es rodeado por el oeste por el antiguo curso fluvial, donde Croacia establece su frontera, se genera una zona que formalmente se encuentra fuera de las fronteras de cualquiera de los dos estados.
No obstante, en puridad, el territorio no podría considerarse "terra nullius", ya que la doctrina de ambos estados no significa reconocer esta situación, sino más bien, que el territorio pertenece a su vecino. La indefinición de soberanía no deriva de la inexistencia de un estado que posea derechos sobre el lugar sino del desacuerdo bilateral entre los dos estados implicados sobre aquel que debe incorporarlo a sus fronteras. Sobre esta base. Croacia, ejerciendo como administrador de facto, ha negado la presencia de personal no serbio ni croata en la zona, en operaciones que han implicado el empleo de sus fuerzas de seguridad. 
El Danubio, una vía fluvial internacional con acceso gratuito al Mar Negro para varias naciones sin litoral, corre a lo largo del territorio autoproclamado.

## Historia

### Proclamación
La bandera que ondea sobre Liberland fue izada por Vít Jedlička y algunos de sus colaboradores el día que fue proclamada la república. Jedlička es miembro del partido checo de ciudadanos libres, el cual basa sus valores en el liberalismo clásico.
Vít Jedlička declaró que ninguna nación reclama la tierra como propia y, por lo tanto, podría reclamarla utilizando la doctrina terra nullius. La frontera, argumentó, se definió de acuerdo con los reclamos fronterizos croatas y serbios y no interfirió con la soberanía de ningún otro estado. Jedlička dijo en abril de 2015 que se enviaría una nota diplomática oficial tanto a Croacia como a Serbia, y más tarde a todos los demás estados, con una solicitud formal de reconocimiento internacional.
El 20 de abril de 2015, Jedlička pronunció una conferencia en la Escuela Superior de Economía de Praga, titulada "Liberland - cómo nace un estado" (Liberland - jak vzniká stát). Discutió varios aspectos del proyecto y el interés que ha atraído en todo el mundo. Un tema que mencionó fue la Convención de Montevideo; explicó que Liberland tenía la intención de satisfacer los principios de la convención, que se usa comúnmente para definir un estado. En el momento de la conferencia, el proyecto Liberland había asignado a diez personas dispuestas a manejar las relaciones exteriores. Otros temas cubiertos en la conferencia incluyeron el concepto de tributación voluntaria y cómo la gran cantidad de solicitudes de ciudadanía habían hecho necesario reestructurar el proceso de ciudadanía para ser más efectivo, ya que solo se basaba en una cuenta de correo electrónico.
La frontera está definida sobre la base de los reclamos fronterizos de Serbia y Croacia por lo que no interfiere con la soberanía de ningún otro Estado. Jedlička dijo en un comunicado que un diplomático oficial sería enviado a Serbia y a Croacia, y posteriormente a todos los demás Estados, con una petición formal de reconocimiento internacional.
El subastador y presentador canadiense Brian Lovig se convirtió en el primer inversor de la república liberlandesa al donar la cantidad de diez mil dólares para el temprano desarrollo de Liberland. Después de Lovig, diversas personalidades se unieron a la causa y continúan haciendo aportaciones voluntarias para el desarrollo del país.
El 18 de diciembre de 2015, Vít Jedlička celebró un evento en el que presentó el primer gobierno provisional de Liberland y sus ministros de finanzas, asuntos exteriores, interior y justicia, así como dos vicepresidentes.
En 2016 uno de los primeros inversores de Bitcoin, Roger Ver, donó un barco que actualmente permite desplazarse a los ciudadanos liberlandeses, lo cual demostró su apoyo y colaboración con el Gobierno de Liberland. Ese mismo año Ver fue otorgado con la ciudadanía liberlandesa personalmente por Jedlička.
El 27 de enero de 2018 Liberland inauguró su embajada en San Cristóbal de La Laguna, España, el Reino de España no reconoce ningún tipo de oficialidad ni estatus diplomático alguno a esta "embajada", por lo que a pesar de su pretendida condición solo cabe considerarla como mera sede de representación de una organización privada, no de un estado. El evento fue apoyado por decenas de simpatizantes locales y tuvo una gran repercusión mediática en los medios de comunicación canarios.[cita requerida]
El  autodenominado embajador liberlandés en las Islas Canarias, Pavel Karpíšek, colabora permanentemente en la difusión del uso de las criptomonedas y en la instalación de una red de cajeros automáticos Bitcoin en Tenerife como CEO de la pionera startup WamalaX. España no reconoce al autodenominado "embajador" ni estatus diplomático ni representativo, ejerciendo este particular sus actividades como mero empresario o empleado vinculado a una organización privada.
Vít Jedlička fue invitado como ponente por la Asociación de Monedas Digitales de Canarias (AMODICA) en el Foro Internacional de Bitcoin de Canarias que también tuvo lugar en Tenerife y fue recibido por centenares de personas en la isla.
El 17 de febrero de 2018 Vít Jedlička acudió como ponente a la conferencia anual Anarchapulco, celebrada en Acapulco, México. En esta conferencia acudieron celebridades como el excongresista y escritor estadounidense Ron Paul, quien fue nombrado miembro de honor por el autoproclamado presidente de Liberland. El escritor libertario estadounidense Jeffrey Tucker, y el empresario canadiense fundador de Stockhouse Jeff Berwick fueron otros ponentes en Anarchapulco que también han mostrado su apoyo a Liberland.
En España, Vít Jedlička se ha reunido con el economista y director del Instituto Juan de Mariana (IJM), Juan Ramón Rallo quien ha mostrado en numerosas ocasiones su apoyo a Liberland y es conocido por ser un defensor de las ideas del minarquismo y el anarcocapitalismo filosófico.
Actualmente el Gobierno de Liberland está trabajando en un sistema que le permitirá tener una criptomoneda oficial. Aun así todas las criptomonedas serán aceptadas.[cita requerida]

### Bandera
La bandera consiste en un fondo amarillo (que simboliza el libertarismo) con una franja negra que corre horizontalmente a través del centro (que simboliza menos gobierno, anarquía/rebelión) y el escudo de armas en el centro. Dentro del escudo de armas, el pájaro representa la libertad, el árbol representa la prosperidad, el río azul representa el río Danubio y el sol representa la felicidad.

### Acceso
Las autoridades croatas habían bloqueado frecuentemente el acceso a la zona desde principios de mayo de 2015 hasta finales de julio de 2023.
En mayo de 2015, Vít Jedlička y su traductor Sven Sambunjak fueron detenidos brevemente por la policía croata después de intentar cruzar la frontera. Vít Jedlička pasó una noche detenido y luego fue condenado y se le ordenó pagar una multa por cruzar ilegalmente la frontera croata, pero apeló el veredicto. Afirmó que había al menos tres ciudadanos de Liberland dentro del área, que venían de Suiza.  Más tarde ese mes, Vít Jedlička fue detenido nuevamente.  Inicialmente, los periodistas pudieron ingresar al área con Vít Jedlička pero posteriormente también se les negó la entrada, incluidos los periodistas del servicio público de transmisión serbio Radio Televisión de Vojvodina, y del periódico bosnio Dnevni avaz.
Los detenidos eran de varios países, incluidos Irlanda, Alemania, Dinamarca y los Estados Unidos.  La policía croata continuó deteniendo a personas, incluidas las que ingresaron al área en bote (a través de una vía fluvial internacional). Uno de ellos, el activista danés Ulrik Grøssel Haagensen, fue puesto en arresto domiciliario durante 5 días antes de ser sentenciado a 15 días de prisión, lo que provocó algunas protestas en Dinamarca.
En mayo de 2016, se publicaron varias decisiones de la corte de apelaciones de Croacia. El tribunal confirmó que cruzar a Liberland desde Croacia es ilegal, pero consideró que las condenas por ingresar a Liberland desde Serbia son inapropiadas. El tribunal dijo que el tribunal inferior cometió «una violación fundamental de los procedimientos de delitos menores» y «violaciones procesales esenciales». Además dictaminó que «los hechos fueron establecidos de manera incorrecta e incompleta por el fiscal, lo que podría conducir a una aplicación errónea del derecho sustantivo». Se ordenó un nuevo juicio en 6 de las 7 apelaciones. Se requiere que el tribunal inferior determine la ubicación de la frontera y el cruce fronterizo.
En abril de 2023 el YouTuber Nikolas Omilana junto con un pequeño grupo llegaron al territorio de Liberland utilizando motos acuáticas para poner una bandera de Liberland. Un policía los confrontó, los obligó a tirarse al suelo y los pateó. Sin embargo, fueron después liberados. La cobertura de este incidente se subió en Youtube en julio de 2023 y recibió más de un millón de vista durante los días posteriores, así como también cobertura de los medios croatas y serbios.
En marzo de 2024, un editor británico de The Sunday Times logró llegar a Liberland, cruzando el río Danubio desde el lado serbio, la policía croata les pidió sus documentos y después de 10 minutos les permitieron seguir su curso. A su vez, pudo presenciar que efectivamente había población y el ingreso de 200 personas a Liberland desde Croacia, que habían escuchado que Jedlicka se dirigía hacia allá, los cuales son considerados el mayor número de personas que han ingresado al mismo tiempo a gornja siga (Liberland). Comprobando así, que la policía croata ya permite el acceso de personas, a comparación a lo que antes se conocía que bloqueaban en 2015.

### Reacciones
En una entrevista con Parlamentní Listy, Jedlička dijo haber recibido reacciones positivas por su iniciativa, la mayoría desde su propio partido, pero también de algunos miembros del Partido Cívico Democrático y del Partido Pirata.
Inicialmente, los reporteros consiguieron entrar en el área con Jedlička, pero también se les impidió entrar, incluidos los periodistas de servicio público de radio y televisión de Voivodina, Serbia, y del diario bosnio Dnevni Avaz. Pero el acceso les fue negado por la policía fronteriza croata, sin darles explicación alguna, y también fueron informados de que la bandera colocada el día de la proclamación había sido arriada.[cita requerida] Un residente del lado serbio del río Danubio se mostró positivo ante el proyecto, y dijo que este podría convertirse en una atracción turística.[cita requerida] A pesar de esto un grupo de reporteros checos se las arreglaron para entrar exitosamente a Liberland esa misma semana.[cita requerida]
Dominik Stroukal, de la rama checa del Instituto Ludwig von Mises escribió: «La aventura resultó exitosa para Vít. El mundo entero se refiere a Liberland con palabras como "competencia fiscal", "libertarismo", etc.»
En 2016, un artículo en Stratfor resumió la iniciativa de la siguiente manera: «Liberland es un caso curioso porque, al principio, ninguno de los actores que podrían reclamar el control sobre el área parecía estar interesado en hacerlo. Pero eso probablemente seguirá siendo una la curiosidad con consecuencias insignificantes a nivel internacional. Para el resto de los territorios disputados del mundo, la violencia y la diplomacia seguirán siendo las principales herramientas para reivindicar la propiedad.»

## Estructura

### Administración
Un gobierno con presidente, vicepresidente, primer ministro, 4 ministerios y un congreso ha sido sugerido para la administración de Liberland. Para los congresistas, se estableció un sistema de votación electrónico a través del Blockchain para elegir a dichos miembros.

### Inmigración y seguridad fronteriza
Se pondrá en práctica una política de fronteras abiertas.

### Ciudadanía

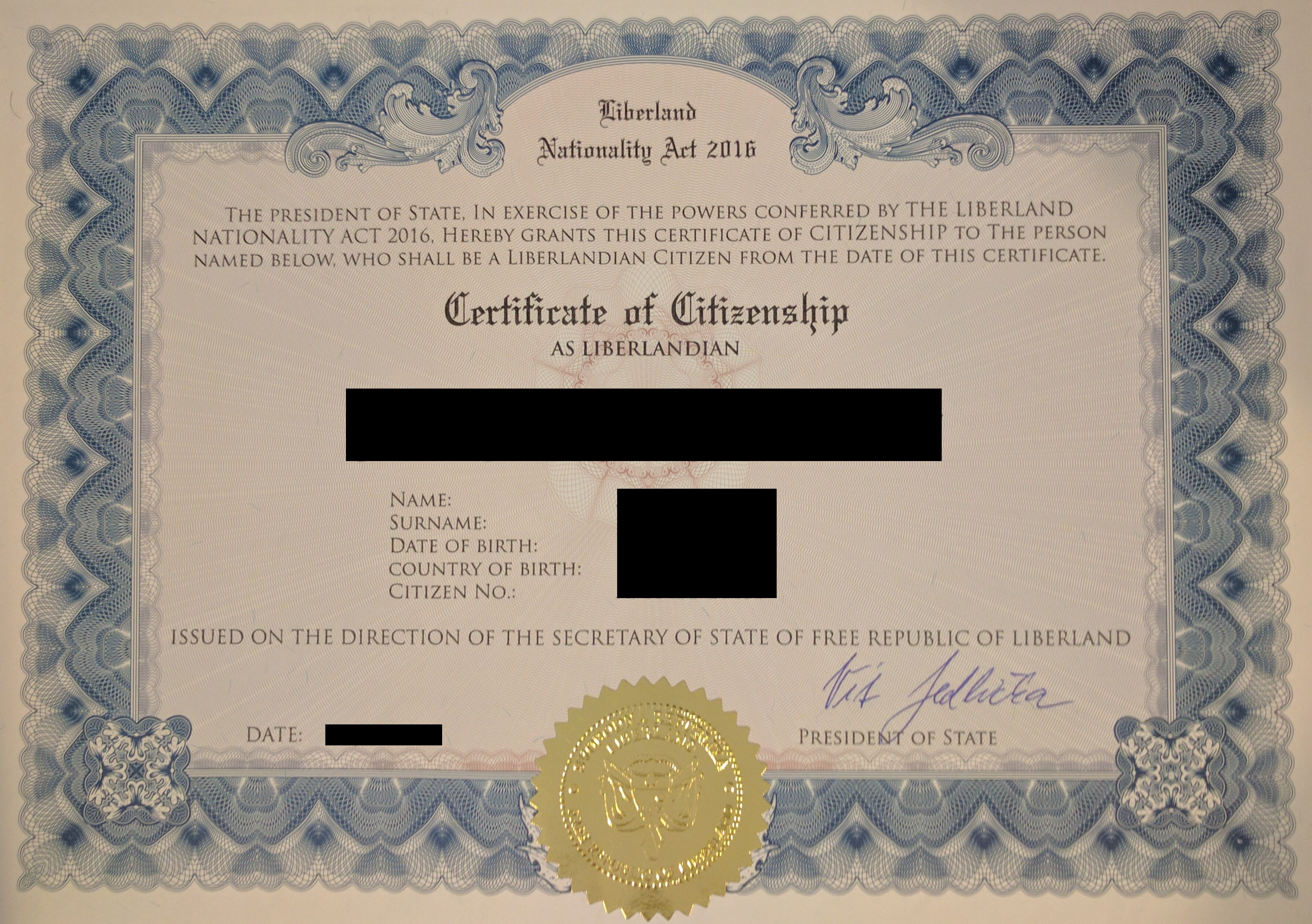
Certificado de Ciudadanía de la República Libre de Liberland

El lema oficial de Liberland es «vivir y dejar vivir» (en checo: Žít a nechat žít). El objetivo del Estado es crear una sociedad donde las personas puedan prosperar sin regulaciones estatales e impuestos. Los fundadores se inspiraron en países como Mónaco y Liechtenstein. Jedlička acepta peticiones de ciudadanía, y de acuerdo con el sitio web oficial, solo los comunistas, neonazis y otros extremistas no son elegibles para la ciudadanía. De acuerdo con The Guardian, se recibieron más de 200 000 en una semana. Más de 720 000 personas ya han solicitado la ciudadanía en Liberland.

### Constitución
La constitución de la República Libre de Liberland está dividida en 4 capítulos, con 18 artículos en total. A lo largo de estos 4 capítulos, se habla sobre principios fundamentales, instituciones políticas, declaración de derechos y disposiciones finales. La constitución completa está en el sitio web de Liberland.

## Reconocimiento

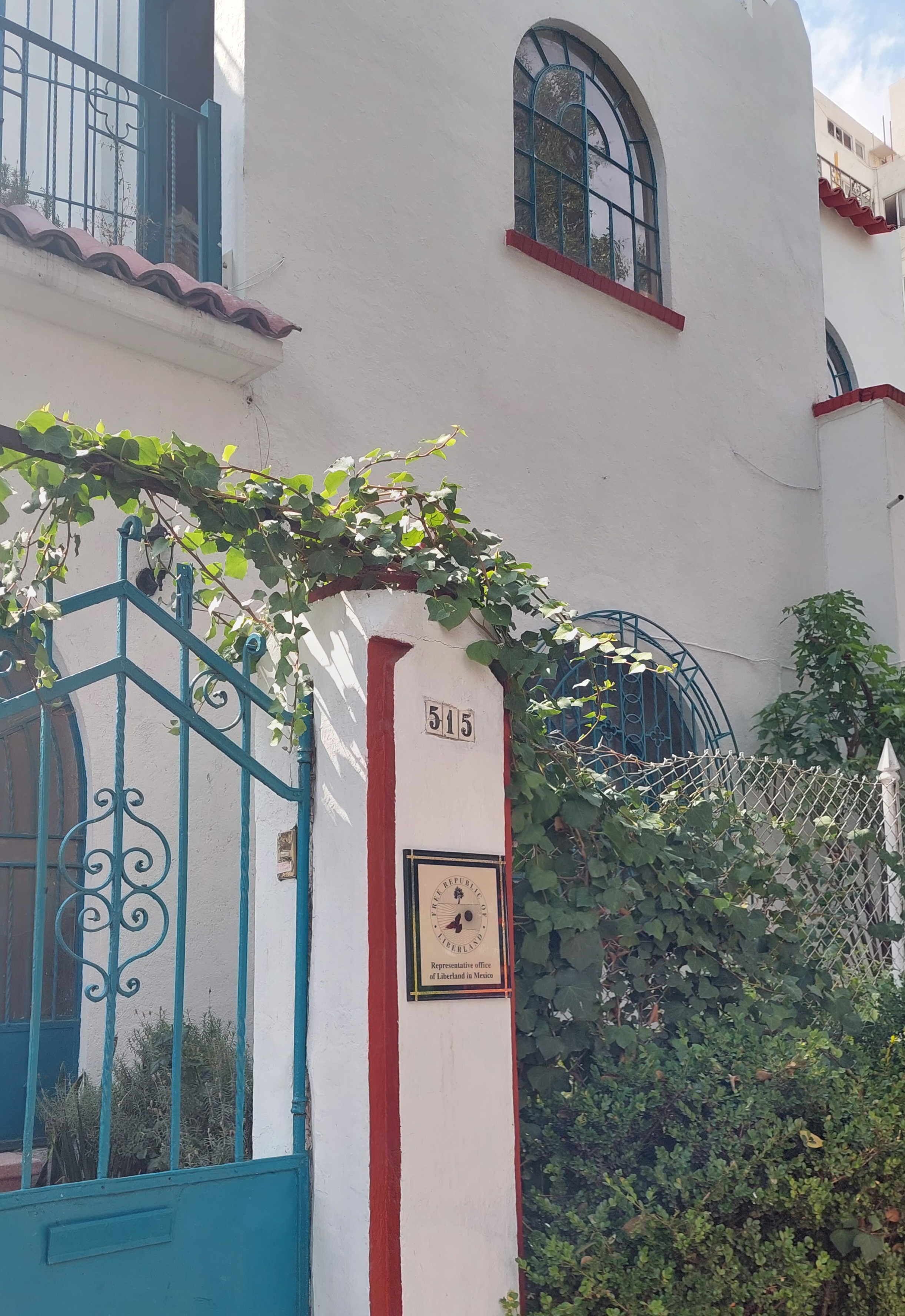
Representación extraoficial de Liberland en Ciudad de México

### Declaraciones oficiales de los Estados
- Liberland ha sido mencionado por el Ministerio Croata de Asuntos Exteriores y Europeos, pero rechazó la creación de Liberland y la consideró como «una broma», sin más comentarios.[40] El 29 de junio de 2015, el Ministerio de Asuntos Exteriores de Croacia emitió un comunicado afirmando que la condición de Gornja Siga es indeterminada, pero no es terra nullius, y que después de un arbitraje internacional, éste será otorgado a Croacia o Serbia, no a un tercero.[41]
- El Ministerio de Relaciones Exteriores serbio afirmó que Liberland no infringe la frontera de Serbia, aunque el proyecto fue visto en su momento como algo "frívolo", no tiene ningún problema en el establecimiento del mismo, sin hacer más comentarios al respecto.[42]
- Por medio de un tratado bilateral entre los estados no reconocidos, Somalilandia reconoce a Liberland y firman un tratado de cooperación.[43]
- El Ministerio de Asuntos Exteriores de Egipto advirtió a la gente sobre la posibilidad de estafas sobre Liberland dirigidas a personas que buscan trabajo en el extranjero. "Los egipcios deben buscar información del Ministerio de Relaciones Exteriores en lugar de las redes sociales antes de viajar por trabajo".[44]
- El 24 de julio de 2016, siete miembros del Parlamento polaco (Sejm) de Kukiz'15, en cooperación con activistas locales de Liberland, preguntaron al Ministro de Asuntos Exteriores Witold Waszczykowski cuándo reconocería Polonia a la República Libre de Liberland como un Estado independiente, con un seguimiento en agosto.[45] La respuesta fue que Liberland no cumple con los criterios para la estadidad.[46]
- En noviembre del 2021, El Salvador con el presidente Nayib Bukele celebró convenios con Liberland, al celebrar la donación que hizo la fundación benéfica de Liberland Aid Foundation para el Hospital Nacional de Niños Benjamín Bloom a través de Bitcoin.[47]
- Malaui firma un memorándum de entendimiento significando el reconocimiento de Liberland como un socio diplomático y económico válido y digno para el Estado africano[48]

### Declaraciones oficiales de municipios
- El 8 de noviembre de 2022 Carlos Mario Marín, alcalde de Manizales, suscribió un convenio para el aprendizaje de inglés por internet con un representante de Liberland en Colombia. La firma del documento fue transmitida en vivo por las redes sociales del municipio, provocando críticas al alcalde, y la renuncia de sus asesores. El acuerdo quedó sin efecto al comprobarse que no se trataba de un Estado soberano.[12][13][14][15]

### Pronunciamientos oficiales de partidos políticos
- El 16 de abril de 2015, el partido político libertario suizo Unabhängigkeitspartei, encabezado por Brenda Mäder, apoyó la creación de Liberland y pidió el reconocimiento de Liberland por el gobierno suizo.[49]
- El 9 de mayo de 2015, los libertarios declararon apoyo a la creación de Liberland.[50]
- El 20 de mayo de 2015, el líder del Partido de los Ciudadanos Libres, Petr Mach, expresó su apoyo a la creación de Liberland y escribió que él desea que la República Checa sea un país similar a Liberland.[51]
- El 31 de mayo de 2015, el Partido Libertario expresó su apoyo a la creación de Liberland.[52]
- : El 19 de febrero de 2018, el Partido Libertario de Canadá expresó su apoyo a la creación y reconocimiento de liberland.[53]
- El 27 de septiembre de 2015 el Partido Liberal Democrático de Turquía reconoció a Liberland como un estado independiente.[54]
- En diciembre de 2018, el Partido Libertario expresó su apoyo por la creación y reconocimiento de Liberland.[55]
- El 14 de enero de 2019, el líder del espacio político La Libertad Avanza y actualmente presidente de la Nación Argentina, Javier Milei, expresó su apoyo por el proyecto en un programa de radio. También se disfrazó del "General Ancap" (Anarcocapitalista) en un evento de anime, personaje de origen liberlandés creado por él.[56]

### Pronunciamientos de otros proyectos de micronaciones
Algunas micronaciones han expresado su apoyo a la idea de Liberland.
- El Reino de Sudán del Norte, una micronación autoproclamada que reivindica el área del Bir Tawil entre Egipto y Sudán, reconoció Liberland.[57]
- El Reino de la Enclava, que reindivica parte de una porción disputada al norte de Liberland , reconoció a Liberland.[35]
- El Principado de Sealand ha manifestado su apoyo a Liberland.[58]

### Declaraciones de organizaciones
- El 16 de abril de 2017, Bitnation anunció una asociación con Liberland.[59]
- El 20 de abril de 2017, Liberland solicitó la admisión a la Organización de Naciones y Pueblos No Representados. La aplicación fue presentada y defendida oficialmente un mes después en Bruselas, Bélgica. En junio de 2017, una delegación de Liberland fue invitada a observar los procedimientos de la 13.ª Asamblea General durante la cual fueron elegidos el presidente y los miembros de la presidencia.[60]